# De Vlucht (Breda)

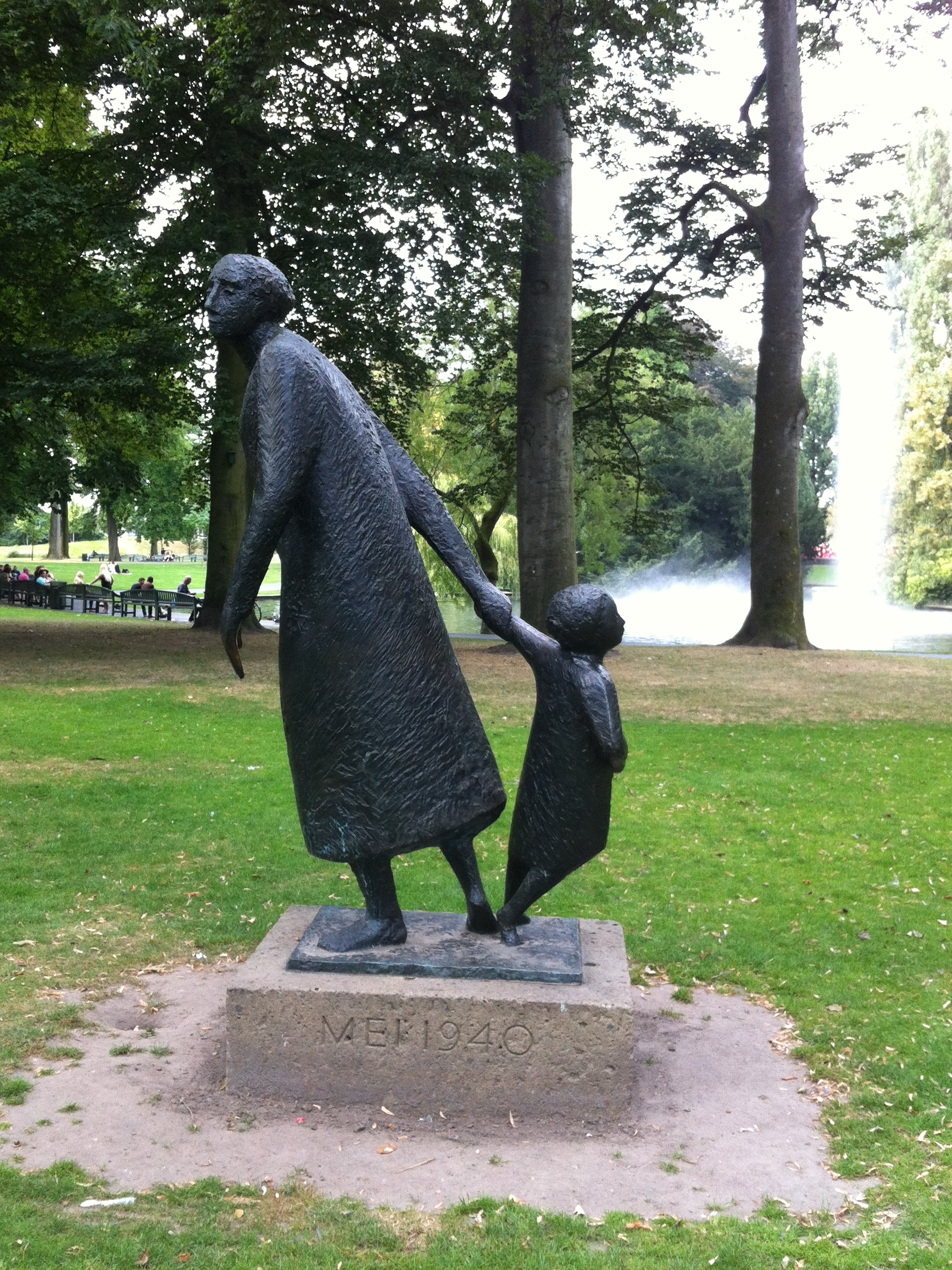
De Vlucht in Valkenbergpark Breda

De Vlucht (oorspronkelijk De Trek geheten) is een beeld in het Valkenbergpark in Breda.
Dit beeld werd gemaakt door de Bredase kunstenaar Hein Koreman en onthuld in 1955. Het is een herinnering aan de vlucht uit Breda; de evacuatie van inwoners van de stad op 12 mei 1940 in verband met mogelijk oorlogsgeweld. Het stond aanvankelijk aan de Parkstraat (1955-1959) en later aan de Ginnekenstraat (1959-1965) en bij het politiebureau Markendaalseweg (1965-1999). Sinds 1999 heeft het zijn huidige locatie in het Valkenbergpark, waar het een rol kreeg bij de jaarlijkse dodenherdenking op 4 mei.